# Precis musa
Precis musa är en fjärilsart som beskrevs av Guérin-meneville 1844. Precis musa ingår i släktet Precis och familjen praktfjärilar. Inga underarter finns listade i Catalogue of Life.